# Fallebosjön
Fallebosjön är en sjö i Oskarshamns kommun i Småland och ingår i Viråns huvudavrinningsområde. Sjön är 15 meter djup, har en yta på 0,233 kvadratkilometer och är belägen 110,2 meter över havet.

## Delavrinningsområde
Fallebosjön ingår i det delavrinningsområde (635616-152081) som SMHI kallar för Mynnar i Storbrå. Medelhöjden är 108 meter över havet och ytan är 31,54 kvadratkilometer. Det finns inga avrinningsområden uppströms utan avrinningsområdet är högsta punkten. Virån som avvattnar avrinningsområdet har biflödesordning 2, vilket innebär att vattnet flödar genom totalt 2 vattendrag innan det når havet efter 34 kilometer. Avrinningsområdet består mestadels av skog (77 procent) och jordbruk (14 procent). Avrinningsområdet har 0,7 kvadratkilometer vattenytor vilket ger det en sjöprocent på 2,2 procent.